# Taufbecken St-Quentin (Nucourt)

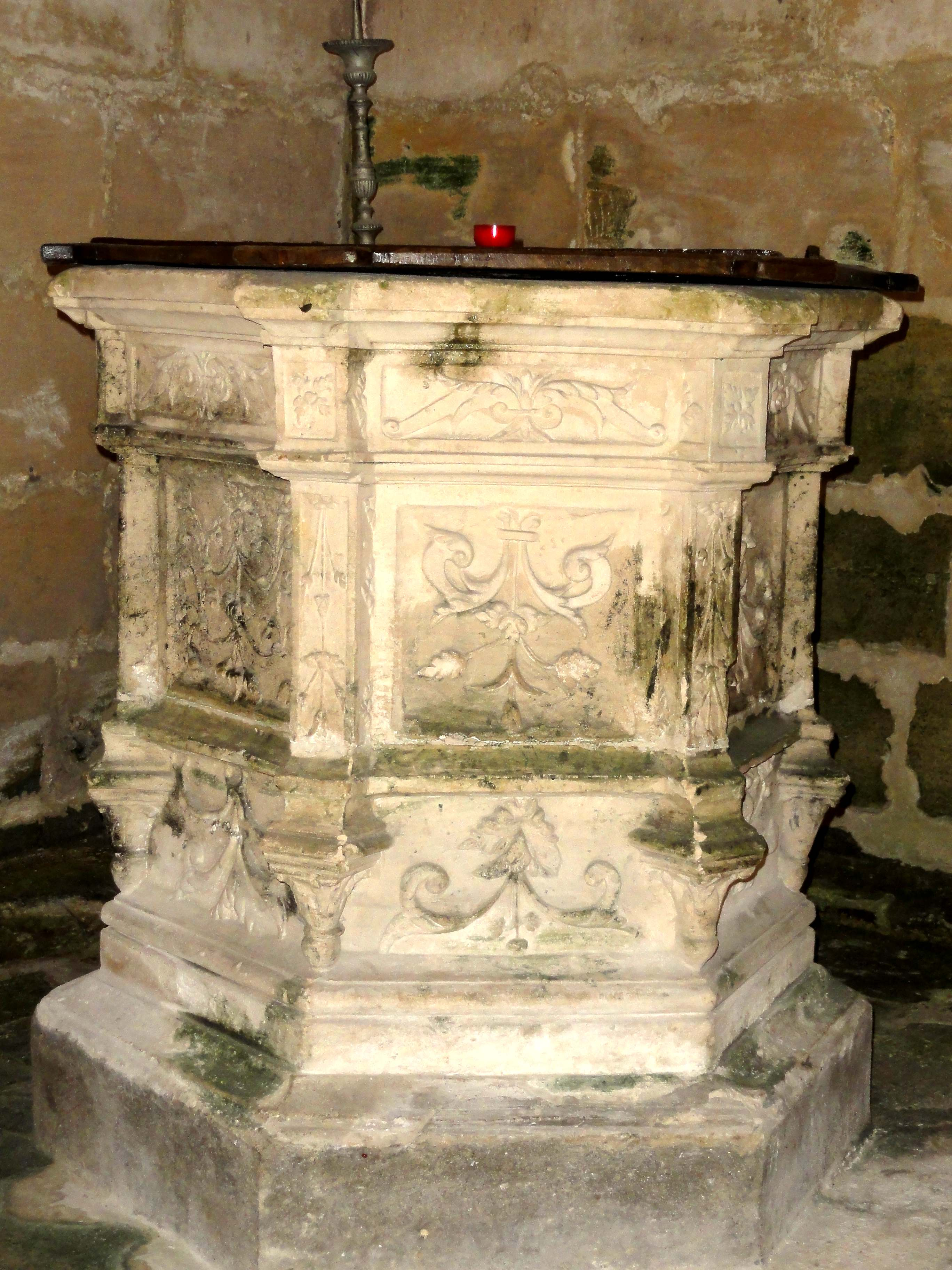
Taufbecken in Nucourt

Das Taufbecken in der katholischen Kirche St-Quentin in Nucourt, einer französischen Gemeinde im Département Val-d’Oise in der Region Île-de-France, wurde im 16. Jahrhundert geschaffen. Im Jahr 1915 wurde das Taufbecken im Stil der Renaissance als Monument historique in die Liste der geschützten Objekte (Base Palissy) in Frankreich aufgenommen.
Das achteckige Taufbecken aus Stein besitzt an allen Ecken einen Pilaster, der auf einer Konsole in Form eines runden Blattes steht. Das reich mit Reliefs verzierte Taufbecken steht auf einem ebenfalls achteckigen Sockel.